# Émile Eigeldinger
Émile Eigeldinger (ur. 5 maja 1886 w Besançon, zm. 27 lutego 1973 w Fontenay-sous-Bois) – francuski kolarz torowy i szosowy, brązowy medalista mistrzostw świata.

## Kariera
Największy sukces w karierze Émile Eigeldinger osiągnął w 1906 roku, kiedy zdobył brązowy medal na torowych mistrzostwach świata w Genewie. W zawodach tych wyprzedzili go jedynie jego rodak Maurice Bardonneau oraz Belg Victor Tubbax. Był to jedyny medal wywalczony przez Eigeldingera na międzynarodowej imprezie tej rangi. Startował również w wyścigach szosowych, zajmując między innymi 36. miejsce w klasyfikacji generalnej Tour de France w 1912 roku. Nigdy nie wystartował na igrzyskach olimpijskich.